# Regy Clasen
Regy Clasen (eigentlich Regine Clasen; * 26. Juli 1971 in Hamburg; † 28. März 2020 ebenda) war eine deutsche Chanson-, Pop- und Soulsängerin und Liedermacherin.

## Leben
Clasen stammte aus einer Musikerfamilie (Vater Musiklehrer, Mutter Organistin) und war das jüngste von sieben Geschwistern. Nach Versuchen mit verschiedenen Gruppen schloss sie sich 1991 der Hamburger A-cappella-Formation Five live an, die Mitte der 1990er Jahre eine der erfolgreichsten Gruppen dieses Genres war.
Mit dem Tod ihrer Five-Live-Kollegin und Freundin Conny Stahl 1997 fiel die Gruppe auseinander. Regy Clasen schrieb Texte für ihre erste eigene CD So nah, die 2000 erschien und mit Ergib Dich ein mit dem Gitarristen Dominic Miller eingespieltes Lied enthielt. Seitdem wurde sie als Geheimtipp in der deutschsprachigen Chanson-Szene gehandelt, die mit ihrer warmen, wispernden Stimme, gefühlvollen Texten und einer an Rhythm ’n’ Blues und Soul angelehnten Popmusik die Zuhörer in ihren Bann zog. 2004 folgte ihre zweite CD Wie tief ist das Wasser und 2007 die Live-DVD Regy Clasen Live im Schmidt-Theater. 2005 beteiligte sie sich mit dem Song Heimlich zur Nacht an dem Projektalbum Ich träume so leise von Dir mit Texten der Dichterin Else Lasker-Schüler.
Neben Auftritten mit ihrer eigenen Band sang sie im Background von Stefan Gwildis und arbeitete mit anderen Musikern (z. B. Bernd Begemann, Dirk Michaelis, Michy Reincke, Wolfgang Stute, Richard Wester) zusammen.
Regy Clasen war darüber hinaus die Stimme hinter den Songs oder Jingles in zahlreichen Radio- und TV-Werbespots. Den Song Free für die Biersorte Jever Lime hatte sie mit einem anderen Text als Ich hab’ Zeit zu verlier’n in das eigene Repertoire aufgenommen.
Sie erlag am 28. März 2020 einer langen Erkrankung, nachdem sie die letzte Zeit ihres Lebens in einem Hospiz in Hamburg-Altona verbracht hatte.

## Diskografie (Alben)

### Solo
- 2000: So Nah
- 2004: Wie tief ist das Wasser

### Five Live
- 1993: A Cappella Live
- 1996: Quintessence

## DVD
- 2007: Regy Clasen – Live im Schmidt Theater